# Nelson Cuevas
Nelson Rafael Cuevas Amarilla (ur. 10 stycznia 1980 w Asunción) – paragwajski piłkarz występujący najczęściej na pozycji prawego skrzydłowego, reprezentant Paragwaju. Obdarzony przydomkiem „Pipino”.

## Kariera klubowa
Cuevas rozpoczynał swoją karierę piłkarską w ojczyźnie, skąd w 1998 wyjechał do River Plate aby występować w argentyńskiej Primera División, gdzie w 1998 roku był mistrzem Apertury, w 2002 Clausury, zaś w 2000 zarówno Apertury, jak i Clausury. W 2003 grał krótko w zespole z Szanghaju, z którym zdobył wicemistrzostwo Chin i powrócił do Argentyny, gdzie wywalczył tytuł w Torneo Clausura 2004. W 2005 został sprzedany do Club América, który to szybko wypożyczył go do innego zespołu ligi meksykańskiej, C.F. Pachuca, z którym Cuevas wywalczył mistrzostwo kraju w 2006. Od 2006 do końca 2007 roku występował w Américe. W 2008 roku wrócił do Paragwaju i został zawodnikiem Club Libertad. Jednak rok ten kończył jako piłkarz brazylijskiego Santosu FC. W 2009 roku przeszedł do Universidad de Chile. Później występował także w paragwajskiej Olimpii, hiszpańskim drugoligowcu Albacete Balompié, meksykańskiej Puebli oraz Cerro Porteño.

## Kariera reprezentacyjna
W reprezentacji Paragwaju Cuevas zadebiutował w czerwcu 1999 w meczu przeciwko Boliwii. W 2002 został powołany na Mistrzostwa Świata, na którym zdobył dwa gole w ostatnim meczu grupowym ze Słowenią, które zapewniły Paragwajowi awans do 1/8 finału (ostatecznie na tej fazie zakończył się ten turniej dla drużyny Cuevasa). W 2006 również pojechał na Mundial, jednak w Niemczech jego drużyna odpadła już po fazie grupowej, zajmując trzecie miejsce w grupie B. Cuevas wpisał się jednak na listę strzelców w ostatnim meczu z Trynidadem i Tobago (2:0).